# Tornyster
Et tornyster (tysk: tornister, måske fra tjekkisk tanistra, af græsk tagistron 'havresæk') er en oftest militær rygsæk af læder eller stof udspændt over en ramme med remme til fastspænding af forskellige genstande.
- Skoletornystre
- Skoletaske, militærtype